# Aidemir, Silistra
Aidemir (în bulgară Айдемир în română Aidemir) este un sat în comuna Silistra, regiunea Silistra, Dobrogea de Sud, Bulgaria.
Între anii 1913-1940 a făcut parte din plasa Silistra a județului Durostor, România. Lângă localitate a mai existat o așezare (azi dispărută) numită Tătărița în timpul administrației românești și Tataritsa în bulgară, pe teritoriul căreia au avut loc cercetări arheologice legate de cultura Gumelnița. Satul Tătărița avea o popultație majoritară de etnie rusă, fiind singurul sat rusesc din Dobrogea de Sud.

## Demografie
Componența etnică a satului Aidemir
     Bulgari (85,57%)
     Turci (7,68%)
     Nicio identificare (5,56%)
     Altele (1,74%)
La recensământul din 2011, populația satului Aidemir era de 6.087 locuitori. Din punct de vedere etnic, majoritatea locuitorilor (85,57%) erau bulgari, cu o minoritate de turci (7,68%). Pentru 5,56% din locuitori nu este cunoscută apartenența etnică.